# Флетчер, Джон
Джон Флетчер (John Fletcher; декабрь 1579, Рай (Восточный Суссекс) — август 1625, Лондон) — английский драматург времён Якова I, работавший преимущественно в сотрудничестве с Фрэнсисом Бомонтом. В 1607—1614 годах они писали пьесы для лондонской труппы Kings' Men («Слуги короля» из театров «Глобус» и «Блэкфрайерс»). Бомонт и Флетчер вошли в историю как яркие мастера драмы шекспировской эпохи, создатели жанра трагикомедии. После смерти Бомонта (1616) Флетчер сотрудничал в основном с Филиппом Мэссинджером.

## Биография
Отец Джона, Роберт Флетчер (1545—96), последовательно занимал епископские кафедры в Бристоле, Вустере и Лондоне, а его дядя Джайлс известен своим описанием Московии. Джону ещё не было двенадцати, когда его отправили учиться в Оксфордский университет. Первые свидетельства его литературных занятий — хвалебные стихи к комедии «Вольпоне» Бена Джонсона (1607). Драматург умер, когда в Лондон пришла «чёрная смерть», из-за того, что вместо отъезда из заражённого города поехал снять мерку к портному.
Перу Флетчера принадлежит не менее полусотни сохранившихся пьес; из них по крайней мере 15 написаны им самостоятельно. Остальные появились в результате его сотрудничества с другими драматургами, включая Бена Джонсона, Джорджа Чапмена и, вероятно, Уильяма Шекспира (подозревают его участие в написании «Двух знатных родичей», «Генриха VIII», а также «Карденио» по мотивам «Дон Кихота»). Наиболее значительны из его произведений пьесы, написанные совместно с Бомонтом — «Филастр», «Трагедия девушки», «Король и не король».
Персонажи Флетчера — как правило, не живые люди из плоти и крови, а ходульные воплощения классических добродетелей и пороков. Действие его с Бомонтом пьес происходит в далёких, баснословных странах. Героям приходится делать взаимоисключающий выбор между крайностями. Монологи эмоционально перегружены и не свободны от риторических излишеств. Эти качества ещё более заострены в драмах собственно Флетчера с их рыхлой, эпизодической структурой, неправдоподобными сюжетными ситуациями и блещущими остроумием диалогами.
О личной жизни Флетчера известно мало. Джон Обри утверждал, что Флетчер и Бомонт жили в одном доме, спали в одной кровати, носили одну одежду и делили любовницу. Есть сведения, что Флетчер был похоронен в Саутваркском соборе в одной могиле с Мэссинджером.

## Творчество
Пьесы, написанные одним Флетчером
- «Преданная пастушка» (The Faithfull Shepherdesse), 1609—1610
- «Мсье Томас» (Mousier Thomas), 1609, переделка — 1615
- «Валентиниан» (Valentinian), 1611—1614
- «Бондука» (Bonduca), 1613—1614
- «Ум без денег» (Wit without Money), 1613—1614
- «Награда женщине, или Укрощение укротителя» (The Woman’s Prize, or Tamer Tamed), 1603
- «Верноподданный» (The loyal subject), 1618
- «Безумный влюбленный» (The Mad Loyer), 1616
- «Своенравный сотник» (The Humourous Lieutenant), 1619
- «Довольные женщины» (Women Pleased), 1619—1621
- «Паломник» (The Piligrim), 1621
- «Охота за охотником» (The Wild-Goose Chase), 1621
- «Принцесса острова» (The Island Princess), 1621
- «Жена на месяц» (A Wife for a Month), 1624
- «Женись и управляй женой» (Rule a Wife and have a Wife), 1624

В соавторстве с Фрэнсисом Бомонтом
- «Месть Купидона» (Cupid’s Revenge), 1608
- «Филастр» (Philaster), 1609
- «Щеголь» (The Coxcomb), 1609
- «Трагедия девушки» (The Maid’s Tragedy), 1610
- «Король и не король» (A King and no King), 1611
- «Четыре пьесы в одной» (Four Plays in One), 1612
- «Высокомерная» (The Scornful Lady), 1613